# Grevilly
Grevilly és un municipi francès, situat al departament de Saona i Loira i a la regió de Borgonya - Franc Comtat. L'any 2007 tenia 36 habitants.

## Demografia

### Població
El 2007 la població de fet de Grevilly era de 36 persones. Hi havia 16 famílies, de les quals 4 eren unipersonals (4 dones vivint soles i 4 dones vivint soles), 8 parelles sense fills i 4 parelles amb fills.
La població ha evolucionat segons el següent gràfic:
Habitants censats

### Habitatges
El 2007 hi havia 44 habitatges, 17 eren l'habitatge principal de la família, 22 eren segones residències i 4 estaven desocupats. 43 eren cases i 1 era un apartament. Dels 17 habitatges principals, 12 estaven ocupats pels seus propietaris, 2 estaven llogats i ocupats pels llogaters i 3 estaven cedits a títol gratuït; 2 tenien dues cambres, 2 en tenien tres, 4 en tenien quatre i 9 en tenien cinc o més. 13 habitatges disposaven pel capbaix d'una plaça de pàrquing. A 6 habitatges hi havia un automòbil i a 11 n'hi havia dos o més.

### Piràmide de població
La piràmide de població per edats i sexe el 2009 era:
| Homes | Edats   | Dones |
| ----- | ------- | ----- |
| 0     | 95 o +  | 0     |
| 0     | 90 a 94 | 0     |
| 0     | 85 a 89 | 0     |
| 0     | 80 a 84 | 0     |
| 0     | 75 a 79 | 0     |
| 0     | 70 a 74 | 4     |
| 4     | 65 a 69 | 0     |
| 0     | 60 a 64 | 0     |
| 0     | 55 a 59 | 0     |
| 0     | 50 a 54 | 0     |
| 0     | 45 a 49 | 0     |
| 4     | 40 a 44 | 0     |
| 0     | 35 a 39 | 4     |
| 0     | 30 a 34 | 0     |
| 4     | 25 a 29 | 4     |
| 0     | 20 a 24 | 0     |
| 0     | 15 a 19 | 4     |
| 4     | 10 a 14 | 0     |
| 0     | 5 a 9   | 4     |
| 8     | 0 a 4   | 4     |

## Economia
El 2007 la població en edat de treballar era de 24 persones, 16 eren actives i 8 eren inactives. Les 16 persones actives estaven ocupades(10 homes i 6 dones).. De les 8 persones inactives 6 estaven jubilades i 2 estaven classificades com a «altres inactius».
Activitats econòmiques
L'any 2000 a Grevilly hi havia 3 explotacions agrícoles que ocupaven un total de 63 hectàrees.

## Poblacions més properes
El següent diagrama mostra les poblacions més properes.